# Luke McCullough
Luke McCullough (nascut el 15 de febrer de 1994) és un futbolista professional nord-irlandès que juga com a defensa pel Doncaster Rovers de la Football League One i per la selecció d'Irlanda del Nord.

## Carrera de club
McCullough va començar la seva carrera al club local, el Loughgall juvenil, abans d'anar al Dungannon Swifts en el qual va jugar al primer equip a l'IFA Premiership a l'edat de 15 anys.

### Manchester United
Va anar a Anglaterra per jugar pel Manchester United FC el juliol de 2010. Va capitanejar l'equip filial la temporada 2011–12, en la qual va disputar 25 partits. El 25 de gener de 2013, va fitxar pel Cheltenham Town de la Football League Two amb un contracte de cessió per un mes. Va debutar-hi en lliga el 16 de febrer de 2013, en un empat 1–1 contra l'Aldershot Town, en un partit en què entrà com a suplent de Steve Elliott.

### Doncaster Rovers
El 25 de juliol de 2013 McCullough va signar un contracte de dos anys amb el Doncaster Rovers. Va debutar amb el Doncaster com a titular en una derrota per 3–1 contra el Brighton & Hove Albion FC a la Championship el 2 de novembre de 2013.